# Cymbopogon commutatus
Cymbopogon commutatus är en gräsart som först beskrevs av Ernst Gottlieb von Steudel, och fick sitt nu gällande namn av Otto Stapf. Cymbopogon commutatus ingår i släktet Cymbopogon, och familjen gräs. Inga underarter finns listade i Catalogue of Life.